# Harmonium Art museuM
Het Harmonium Art museuM (HAM) is een voormalig museum in de provincie Antwerpen. Het bevindt zich in de voormalige  Onze-Lieve-Vrouw-Onbevlekt-Ontvangenkerk in Klein-Willebroek.
De collectie is verzameld door Ben Roemendael, die het museum oprichtte om zijn harmoniums aan het publiek te kunnen tonen. Te zien zijn zowel drukwindharmoniums als zuigwindharmoniums. Alle instrumenten in het museum zijn uit elkaar gehaald geweest, gereinigd en gerestaureerd. Bij elkaar gaat het om ruim tachtig harmoniums waarvan er zestig bespeelbaar zijn.
De harmoniums zijn afkomstig uit verschillende landen. Er is onder meer een gerestaureerd Amerikaans zuigwindharmonium uit 1872 met twee klavieren en een pijpentop van Mason & Hamlin, en een Duits exemplaar van Lindholm met links en rechts gedeelde expressie en een prolongementregister. Daarnaast telt het museum de grootste collectie van harmoniums van Belgische makelij, zoals van de families Anneessens, Loret, Kerckhoff en een groot aantal meer.
Naast de tentoonstelling van harmoniums, wordt muziek uitgevoerd, zoals van Belgische componisten als Jacques-Nicolas Lemmens en César Franck. Maar ook is er ruimte voor andere muziek, zoals van een brassband of een combinatie met andere musici, zoals een sopraan met begeleiding met een harmonium en piano.
Eind 2021 stopte het museum.